# Дело ЗИСа
Дело ЗИСа или «Зисовское дело» или «Дело инженеров» — уголовное дело о «вредительстве» и «шпионаже» на автомобильном заводе имени Сталина (ЗИСе, позднее ЗИЛе). Кульминация антисемитской чистки в промышленности, являлось ответвлением дела «Еврейского антифашистского комитета», началось позже, чем дело ЕАК, но приговор вынесен раньше. В 1950 году главный конструктор, другие инженеры и рабочие  завода, всего 48 человек, 42 из них — евреи, были обвинены во вредительстве по заданию сионистов и США.

## Предыстория
Рабочие и инженеры ЗИС, евреи по национальности, устраивали коллективные походы в Московский еврейский театр Михоэлса. Когда в январе 1948 года Соломон Михоэлс был убит, они направили делегацию от Завода им. Сталина на его похороны. В мае того же 1948 года М. Лейкман, Б. Симкин и другие рабочие и инженеры ЗИСа направили Еврейскому антифашистскому комитету приветственную телеграмму по случаю образования Израиля. Это не осталось не замеченным и весной 1949 помощник директора Эйдинов был уволен, а в феврале 1950 года первый секретарь МГК Н. С. Хрущёв был направлен во главе специальной комиссии на ЗИС для проведения проверки. Спустя несколько дней он доложил Сталину, что ситуация на заводе весьма неблагополучна из-за активной деятельности еврейских националистов, необходимо «с целью оздоровления обстановки» предпринять решительные и суровые меры.
Вскоре после этого Хрущёв, Маленков и Берия допросили Лихачёва в зале заседаний бюро Совета министров СССР. Директор завода потерял сознание, и после того, как его окатили водой и привели в чувства,  его отпустили домой. В апреле 1950 года И. А. Лихачёв был снят с поста директора завода.

30 сентября 1949 арестованный по делу ЕАК И. С. Фефер дал показания, что 
Писатель ПЕРСОВ, например, по нашему заданию создал ряд очерков под названием «Евреи завода им. Сталина» в Москве. Рассказывая в этих очерках о евреях, как об основной силе завода, ПЕРСОВ подробно описывал их работу, сообщая таким путем сведения и о самом заводе. Это был метод зашифровки материалов, который лег в основу при посылке нами шпионских сведений в Америку.
Самуил Персов в 1946—1947 годах написал очерки «Евреи завода имени Сталина». Мирра Айзенштадт писала о ремесленном училище при ЗИСе и о дворце культуры завода. И Персов, и Айзенштадт работали по заказу редактора ЕАК Наума Левина, их очерки ЕАК распространял среди евреев за рубежом. Все три литератора были арестованы и их дела объединены с делами некоторых сотрудников ЗИС.
Вспомнили, что в 1946 году ЗИС посетил журналист Бенцион Гольдберг, позднее объявленный главным шпионом, а в 1947 году на заводе побывал посол США в России Уолтер Беделл Смит. За организацию визитов отвечал Эйдинов, было выдвинуто предположение, что он, якобы, мог передать послу секретную техническую информацию о ЗИС-110.
5 мая 1950 года Политбюро приняло решение: «О недостатках и ошибках в работе с кадрами в Министерстве автомобильной и тракторной промышленности СССР», в нём было сказано, что руководство этого ведомства повинно в «провале в работе с кадрами на Московском автомобильном заводе, куда проникла группа враждебных элементов».

## Аресты и следствие
Предполагается, что первым 18 марта 1950 года был арестован А. Ф. Эйдинов, однако по следственным документам его арест санкционирован только 3 апреля. Это может означать, что первые две недели Эйдинов был в заключении без санкции на арест.
В 1955 году бывший заместитель начальника следственной части по особо важным делам К. А. Соколов, на допросе показал, что Абакумов распорядился «выбить» из Эйдинова показания о шпионской, вредительской и националистической деятельности. Поэтому сразу же после ареста на первом же допросе Эйдинов подвергся «мерам физического воздействия» (истязанию резиновыми палками), что объяснялось необходимостью быстрого получения от него «чистосердечного признания». Аресты среди осуждённых по основному делу ЗИСа продолжались по крайней мере вплоть до середины июля 1950 года, когда был арестован старший технолог ЗИСа А. И. Шмидт. Членов семей для осуждения и ссылки как ЧСИР арестовывали вплоть до ноября 1950, например, В. Н. Тарабукину. Но и после вынесения приговора по делу ЗИСа на этом заводе продолжались аресты, так 20 января 1951 года на ЗИС был арестован главный механик С. Л. Станецкий. Только непосредственно на заводе, не считая вспомогательных подразделений (медсанчасть, клуб, столовая и т. п.), арестовано было 48 человек из них 42 еврея.
Дело ЗИСа вела большая следственная группа. Дело Эйдинова вёл старший следователь спецчасти по особо важным делам Коровин. Следователями Б. М. Фиттермана были Носов, Лихачёв и Влодзимирский, следователи Г. З. Шмаглита — Вахлаев, Соколов и Седов. Полностью состав следственной группы не выявлен. Следствие было крайне тяжёлым и сопровождалось пытками. В основном, оно проходило в Лефортовской тюрьме, но со слов двоих выживших, Б. М. Фиттермана и М. А. Когана, известно, что их возили и в пыточную особорежимную Сухановку. По данным исследователя государственного антисемитизма сталинской эпохи Г. Костырченко во время следствия пыткам подвергали также Эйдинова, Кляцкина, Лисовича, Шмаглита.
Аресты распространились и на министерство автотракторной промышленности, где был арестован ряд сотрудников евреев по национальности. Кроме инженеров на заводе ЗИС были арестованы руководители комбината питания и медсанчасти, которых обвинили в избирательном отношении к сотрудникам завода.
В обвинительном заключении утверждалось:
Установлено, что еврейское националистическое подполье, действовавшее в СССР под прикрытием Еврейского антифашистского комитета, в своей вражеской работе стремилось найти поддержку националистов, свивших себе гнездо на Московском автомобильном заводе. Активные участники этого вражеского подполья Михоэлс, Персов, Айзенштадт, действуя по указаниям из Америки, посещали завод, завязывали нужные связи, использовали их в преступных целях.

## Вынесение приговоров
Судя по датам вынесения приговоров, «дело ЗИСа», было разделено на два процесса. 22 ноября 1950 года на закрытом заседании военной коллегии Верховного суда СССР, на котором председательствовал А. А. Чепцов были приговорены к смертной казни литераторы М. С. Айзенштадт (Железнова), Н. Я. Левин, С. Д. Персов, старший инженер П. М. Мостославский и директор комбината общественного питания ЗИС Б. Ю. Персин. Неясно, были ли ещё осуждённые в этот день.
О заседании Военной коллегии 23 ноября 1950 года остались воспоминания Фиттермана:
Судила тройка — три генерала, без прокурора. Секретарь суда зачитал моё дело, признание в виновности, суд удалился на совещание-"перекур" и вернулся с приговором: вместо смертной казни — 25 лет лагерей плюс пять лет поражения в правах! Я подумал: "И на том спасибо. Ведь уже семерых расстреляли".
 В этот день председательствовал И. О. Матулевич, был вынесен приговор 41 обвиняемому (полный список неизвестен).
Общее число репрессированных по делу ЗИС по некоторым оценкам достигает 90.

### Реабилитация
Реабилитация жертв «Зисовского дела» началась в августе 1955 года, продолжалась до октября 1991 года.
1 августа 1955 года Генеральный прокурор Р. А. Руденко и председатель КГБ И. А. Серов в письме в ЦК КПСС предложили дела Эйдинова, Персина (директора заводского общепита), Самородницкого (нач. медсанчасти), Файмана (директора столовой), Вайсберга (зам. нач. прессового цеха), Добрушина (зам. нач. материально-технического отдела) и Лисовича (нач. отдела труда и зарплаты автозавода) переквалифицировать на статьи 109 (злоупотребление служебным положением) и 111 (халатность) УК РСФСР, а их дела прекратить по амнистии. Дела Майнфельд, Гольдберга и Генкина прекратить за отсутствием в их действиях состава преступления, дела остальных осуждённых — «за недоказанностью предъявленного им обвинения».
Через два месяца, 1 октября 1955 года решением Верховного Суда СССР приговор в отношении Эйдинова отменён, а дело возвращено на новое рассмотрение со стадии предварительного следствия.
В апреле 1958 года при расследовании нарушений законности при ведении ряда дел сталинского времени оперативные работники УМГБ МО «обслуживающие» ЗИС В. Н. Шилов и Л. С. Иванов показали, что с 1948 по 1951 году них не было никаких данных о существовании на заводе антисоветской вредительской националистической организации. «За указанный период к нам не поступало ни одного донесения об этом». То есть это означает, что аресты по заводу «ЗИС» были произведены на основании указаний лично Абакумова. А следователь И. И. Горгонов показал, что аресты группы жён репрессированных работников заводов «Динамо» и «ЗИС» были сделаны по личному указанию Абакумова, который приказал произвести арест немедленно.
А. Ф. Эйдинов, Б. Ю. Персин и В. М. Лисович были реабилитированы в октябре 1955 — марте 1956 годов. Д. Я. Самородницкий, начальник медсанчасти Московского автомобильного завода им. Сталина, был реабилитирован Пленумом Верховного Суда СССР только 11 октября 1991 года. По остальным фигурантам этого дела информации о реабилитации нет.

## Обвиняемые

### Расстрелянные
23 ноября 1950 года
1. Айзенштадт Мариам Соломоновна (Железнова) (1909—23 ноября 1950), еврейка; обозреватель газеты на идише «Эйникайт», в момент ареста находилась на иждивении мужа. Арестована 4 апреля 1950 г. Мириам удалось передать из Лефортовской тюрьмы записку дочери: «Обвинения чудовищны, я ничего не подпишу, и — значит — мы никогда не увидимся»[35]. Приговорена ВКВС СССР 22 ноября 1950 г. по обвинению в "преступных связях с главарями" еврейского антифашистского комитета и в шпионаже. Расстреляна. Реабилитирована 28 декабря 1955 г. ВКВС СССР[35][36]
2. Левин Наум Яковлевич (1908—23 ноября 1950), еврей; главный редактор ЕАК, к моменту ареста литературный сотрудник газеты «Физкультура и спорт».. Арестован 16 сентября 1949 г. Приговорен ВКВС СССР 22 ноября 1950 г. по обвинению в шпионаже. Расстрелян. Реабилитирован 28 января 1956 г. ВКВС СССР[37]
3. Мостославский Павел Маркович (1912—23 ноября 1950), еврей; старший инженер на Московском автомобильном заводе им. Сталина (по другим сведениям — заместитель начальника производства ЗИС[38]). Арестован 15 июля 1950 г. Приговорён ВКВС СССР 22 ноября 1950 г. по обвинению в участии в контрреволюционной организации. Расстрелян 23 ноября 1950 г. Реабилитирован 5 ноября 1955 г. ВКВС СССР[39]
4. Персин Борис Юдович (1906—23 ноября 1950), еврей; директор комбината общественного питания Московского автомобильного завода им. Сталина. Арестован 28 марта 1950 г. Приговорён ВКВС СССР 22 ноября 1950 г. по обвинению участии в контрреволюционной группе. Расстрелян. Реабилитирован 15 октября 1955 г. ВКВС СССР[40]
5. Персов Самуил Давидович (8 февраля 1889—23 ноября 1950), еврейский писатель, член Союза советских писателей, в эмиграции в США в 1907—1910 годах. Арестован 17 января 1949 г. Приговорён ВКВС СССР 22 ноября 1950 г. по обвинению в связях с националистическим подпольем в СССР и шпионской подрывной работе. Расстрелян. 1 августа 1955 дело переквалифицировано по статьям  109 и 111 УК РСФСР (должностные преступления)[41]. Реабилитирован 28 декабря 1955 г. ВКВС СССР[42]

24 ноября 1950 года
1. Беленькая Людмила Сергеевна (1910—24 ноября 1950), еврейка; начальник отдела в Министерстве автотранспортной промышленности СССР. Арестована 23 мая 1950 г. Приговорена ВКВС СССР 23 ноября 1950 г. по обвинению в участии в контрреволюционной организации. Расстреляна. Реабилитирована 8 октября 1955 г. ВКВС СССР[43]
2. Блюмкин Исаак Михайлович (1893—24 ноября 1950) еврей; зав. кожным отделением медсанчасти Московского автомобильного завода им. Сталина. Арестован 24 июня 1950 г. Приговорён ВКВС СССР 23 ноября 1950 г. по обвинению враждебной пропаганде и участии в контрреволюционной националистической деятельности в составе нелегальной группы. Расстрелян. Реабилитирован 8 октября 1955 г. ВКВС СССР[44]
3. Кляцкин Мирон Михайлович (1905—24 ноября 1950) еврей; инспектор при директоре Московского автомобильного завода им. Сталина. Арестован 5 апреля 1950 г. Приговорён ВКВС СССР 23 ноября 1950 г. по обвинению в причастности к контрреволюционной националистической организации на «ЗИСе» и соучастии в шпионаже. Расстрелян. Реабилитирован 22 октября 1955 г. ВКВС СССР[45]
4. Лившиц Эдуард Лазаревич (1906—24 ноября 1950), еврей; директор Московского экспериментального завода погрузочных машин. Арестован 29 марта 1950 г. Приговорён ВКВС СССР 23 ноября 1950 г. по обвинению в участии в контрреволюционной националистической организации и в соучастии в шпионаже. Расстрелян. Реабилитирован 15 октября 1955 г. ВКВС СССР[46]
5. Лисович Виктор Михайлович (1906—24 ноября 1950), еврей; начальник отдела труда и зарплаты на Московском автомобильном заводе им. Сталина. Арестован 28 марта 1950 г. Приговорён ВКВС СССР 23 ноября 1950 г. по обвинению в участии в контрреволюционной националистической группе. Расстрелян. 1 августа 1955 дело переквалифицировано по статьям  109 и 111 УК РСФСР (должностные преступления)[41]. Реабилитирован 24 ноября 1955 года[47]
6. Самородницкий Давид Яковлевич (1894—24 ноября 1950), еврей; начальник медсанчасти Московского автомобильного завода им. Сталина. Арестован 24 мая 1950 г. Приговорён ВКВС СССР 23 ноября 1950 г. по обвинению в шпионаже и участии в контрреволюционной националистической организации. Расстрелян. 1 августа 1955 дело переквалифицировано по статьям  109 и 111 УК РСФСР (должностные преступления)[41]. Реабилитирован 11 октября 1991 г. Пленумом Верховного Суда СССР[34]
7. Филькельштейн Арон Залманович (Финкельштейн) (1887—24 ноября 1950), еврей; старший ординатор медсанчасти Московского автомобильного завода им. Сталина. Арестован 25 июня 1950 г. Приговорён ВКВС СССР 23 ноября 1950 г. по обвинению во враждебной пропаганде и участии в контрреволюционной националистической организации на «ЗИСе». Расстрелян. Реабилитирован 1 октября 1955 г. ВКВС СССР[48]
8. Шмидт Адольф Исаакович (1914—24 ноября 1950), еврей; старший технолог на Московском автомобильном заводе им. Сталина[38] (также по другим сведениям заместитель начальника производства автозавода[49]). Арестован 15 июля 1950 г. Приговорен ВКВС СССР 23 ноября 1950 г. по обвинению в участии в контрреволюционной организации. Расстрелян. Реабилитирован 20 февраля 1956 г. ГВП СССР[22].
9. Эйдинов Алексей (Арон) Филиппович (1908—24 ноября 1950), еврей, помощник директора Московского автомобильного завода им. Сталина, на момент ареста зам. директора Автотракторного завода электрооборудования № 2. Арестован 3 апреля 1950 г. Приговорён ВКВС СССР 23 ноября 1950 г. по обвинению в участии в контрреволюционной националистической организации. Расстрелян. 1 августа 1955 дело переквалифицировано по статьям  109 и 111 УК РСФСР (должностные преступления)[41]. Реабилитирован 2 марта 1956 г. Прокуратурой СССР[20][50]

### Лишённые свободы
1. Вайсберг — зам нач. прессового цеха автозавода. 1 августа 1955 дело переквалифицировано по статьям  109 и 111 УК РСФСР (должностные преступления), и прекращено по Указу "Об амнистии"[41][51].
2. Генкин  Борис Самойлович — помощник министра автотракторной промышленности СССР. Срок отбывал в Степлаге. 1 августа 1955 дело прекращено за отсутствием состава преступления[41].
3. Гольдберг Георгий Исаевич (1915—1983) — главный конструктор по электрооборудованию Московского автозавода. Арестован в ноябре 1949. Срок ?. 1 августа 1955 дело прекращено за отсутствием состава преступления[41][52].
4. Добрушин Л.  — зам. нач. материально-технического отдела автозавода, по национальности русский (предполагали, что причина его ареста в том, что его однофамилец еврейский поэт Иехезкель Добрушин был арестован в 1949 году[51]). 1 августа 1955 дело переквалифицировано по статьям  109 и 111 УК РСФСР (должностные преступления), и прекращено по Указу "Об амнистии"[41].
5. Жаботинский Г. А. — зам. начальника кузовного отдела ЗИСа[53].
6. Жаботинский Илья Аронович — начальник цеха ЗИС, получил инфаркт в лагере, был в заключении в 3-м ОЛПе Песчанлага (Караганда)[31].
7. Кантор Анна Ильинична — заместитель начальника отдела труда и заработной платы ЗИСа[54].
8. Кантор Мина Исааковна — экономист автозавода им. Сталина. Арестована 31 октября 1950 г. Приговорена к 10 годам ИТЛ. Реабилитирована 15 августа 1955 года[55].
9. Коган Михаил Абрамович — зам. главного металлурга ЗИСа[19], следствие шло в Сухановской тюрьме, приговор 20 лет ИТЛ[29].
10. Коган Ю. С. — зам. пом. министра автотракторной промышленности СССР[56].
11. Ларионов Виктор Михайлович — заместитель главного инженера Управления капитально строительства автозавода им. Сталина. Арестован 24 сентября 1950 года. Приговорён к 8 годам ИТЛ. Реабилитирован 17 января 1955 года[57].
12. Ласкина Софья Самойловна (1901-1991), замужем за членом ЦК компартии Венгрии Эрнстом (Эрнё) Зайдлером (репрессирован до войны), начальник отдела металлов Главснаб Министерства автомобильной промышленности, срок 10 лет[58], по другим сведеньям заведующая отделом группы снабжения автозавода им. Сталина. Арестована в 1950г. 25.11.1950г. приговорена к 20 годам лагерей. Освобождена в 1955[59].
13. Лейбман Иосиф Израилевич — врач поликлиники ЗИСа[19], арестован в 1951[60], умер в лагере[19].
14. Лянгфельд Дора Самойловна (1912—?) — сотрудница отдела труда и заработной платы автозавода им. Сталина. Арестована 31 октября 1950 года. Приговорена к 8 годам ИТЛ. Реабилитирована 15 августа 1955 года[61].
15. Майнфельд Бронислава Борисовна — начальник цеха коробки скоростей автозавода ЗИС (АМО)[62], жена М. Л. Левина (1885—1937)[63][64], первый раз арестована как ЧСИР, срок 8 лет отбывала в Темлаге, во время войны освобождена раньше окончания срока в 1944, и по требованию Лихачёва возвращена на ЗИС[65], по делу ЗИС срок 25 лет, отбывала в Степлаге (Кенгир). 1 августа 1955 дело прекращено за отсутствием состава преступления[41].
16. Мессен-Гиссер Б. С. — заместитель начальника руководящих кадров министерства автотракторной промышленности СССР[56]
17. Окунь Н. Б. — ранее работал за границей, срок 25 лет ИТЛ[58].
18. Розенберг — заместитель начальника цеха утилизации отходов ЗИС[66]
19. Соколовская Е. А. — главный ревизор ЗИСа, арестована(?).
20. Сонкин Григорий Абрамович — ведущий конструктор ЗИСа[53].
21. Станецкий Семён Львович, главный механик Московского автозавода им. Сталина. Арестован 20 января 1951 г. Приговорен к 10 годам ИТЛ. Реабилитирован 12 августа 1955 года[24].
22. Тарабукина Вера Николаевна (19 сентября 1906 — 1989; русская) — чертежник-конструктор, жена Г. З. Шмаглита. 6 ноября 1950 — апрель 1953 — арестована и сослана в село Татарское Новосибирской области как ЧСИР[23].
23. Файман Соломон Моисеевич — директор столовой автозавода. 1 августа 1955 дело переквалифицировано по статьям  109 и 111 УК РСФСР (должностные преступления), и прекращено по Указу "Об амнистии"[41]. Pеабилитирован в 1956 году[31][67].
24. Файман (Мессен-Гиссер) Фаина Семёновна — домохозяйка; арестована в 1950 году, год в одиночной камере в Лефортово. Отбывала срок как ЧСИР в Акмолинском отделении Карагандинского лагеря (АЛЖИР). Реабилитирована в 1954 году[67].
25. Филиппова Р. Г.  — жена А. Ф. Эйдинова, одна из немногих осуждённых по ЗИСовскому делу, русских по национальности, высылка на пять лет в Казахстан[4].
26. Фиттерман Борис Михайлович (9 января 1910 — 16 ноября 1991; еврей) — инженер; главный конструктор з-да имени Сталина. Арестован 28 марта 1950 года. Приговорён ВКВС СССР по статьям 58-1а, 58-7, 58-10 ч. 1, 58-11 УК РСФСР к 25 годам ИТЛ. Отбывал срок в Речлаге. Реабилитирован 15 октября 1955 года[3][68].
27. Фиттерман-Пенцо Ида Петровна — балерина, жена Б. М. Фиттермана, первый срок 8 лет ИТЛ после ареста 2 ноября 1937 года, отбывала в Темниковском лагере, освобождена в марте 1943 года, повторный арест в 1950 году по делу ЗИС, около 3-х лет пробыла в Лубянской тюрьме[69].
28. Фридман М. О. — конструктор автомобилей[62].
29. Шмаглит Григорий Захарович (31(18) декабря 1907 — 4 августа 1984) — заместитель директора ЗИСа[51], арестован 29 марта 1950 года, ВК ВС СССР осуждён по ст. 58-1а, 58-7, 58-10, 58-11 на 25 лет ИТЛ, срок отбывал в Степлаге, освобождён 22.11.1955. Реабилитирован 24 января 1956 года за недоказанностью предъявленного обвинения[28][70].

## Продолжение «дела ЗИСа»

### Дело А. В. Айзнера
Дело Абрама Вольфовича Айзнера (1899—?) было связано с делом ЗИСа. Айзнер работал заведующим Пролетарским райздравотделом г. Москвы, на территории которого находился завод им Сталина. Член ВКП(б) с 1942 года, был арестован 19 октября 1950 года. Приговорён к 10 годам ИТЛ. По делу Айзнера были выделены в особое производство материалы по привлечению к уголовной ответственности 27 человек из числа медицинских работников г. Москвы.
Реабилитирован 9 мая 1955 года.

### Дело завода «Динамо»
22 мая 1950 года начальник Пролетарского районного отдела МГБ подал докладную записку в Управление МГБ Московской области с обширными компрометирующими материалами на 22 работников завода «Динамо».
Дело работников завода «Динамо» было групповым, однако велось раздельное расследование на каждого арестованного и следователи получали дела уже с присвоенным отдельным номером на каждого арестованного.
Как вспоминал в 1955 году в письме в Московский комитет партии следователь этого дела П. С. Матиек:
Полковник Соколов и другие, которые просматривали наши дела, давали указания, как вести расследование, приносили свои протоколы по делу работников «ЗИС» и пр. Эти протоколы нам зачитывались, а затем давались как примерные по аналогичному, как нам говорили, делу.
 В отличие от Дела ЗИСа, в котором директора завода А. П. Лихачёва лишь сняли с работы, но пощадили и не арестовали, директор завода «Динамо» Н. А. Орловский был арестован и приговорён к 10 годам лагерей.
Приговорены к расстрелу
1. Ганнопольский Исаак Маркович (1898—1951), начальник планово-производственного отдела завода «Динамо». Арестован 3 июня 1950 г. Военной коллегией Верховного суда СССР приговорен к расстрелу. Реабилитирован 26 февраля 1955 года[74].
2. Крейндель Вульф Ельевич (1900—1951) в 1942—1950 гг. заместитель директора Московского завода «Динамо». Член ВКП(б) с 1946 г. Арестован 9 июня 1950 г. Военной коллегией Верховного Суда СССР приговорен к расстрелу. Реабилитирован 26 июня 1955 года[75].

Приговорены к 25 годам ИТЛ
1. Кац Борис Исаакович, начальник производства завода «Динамо». Член ВКП(б) с 1937 г. Арестован 28 августа 1950 г. Приговорен к 25 годам ИТЛ. Реабилитирован 26 февраля 1955 года[76].
2. Тараховский Зиновий Рувимович, главный бухгалтер завода «Динамо». Арестован 9 июня 1950 г. Приговорен к 25 годам ИТЛ. Реабилитирован 26 февраля 1955 года[77].
3. Фридман Георгий Николаевич, начальник отдела техконтроля завода «Динамо». Член ВКП(б) с 1931 г. Арестован 5 сентября 1950 г. Приговорен к 25 годам ИТЛ. Реабилитирован 26 февраля 1955 года[78].
4. Эшкинд Владимир Михайлович (1884—1962), в 1943—1950 годах начальник отдела снабжения завода «Динамо» (Москва). Арестован 8 апреля 1950 г. Приговорён ВКВС к 25 годам лагерей. В 1950—1955 годах — в заключении Озерлаге. Реабилитирован 26 февраля 1955 года[79].

Приговорены к 15 годам ИТЛ
1. Авербух Лев Соломонович, начальник отдела капитального строительства завода «Динамо». Беспартийный. Арестован 9 августа 1950 г. Приговорён к 15 годам ИТЛ. Реабилитирован 26 февраля 1955 года[80].
2. Гитес Евсей Наумович, руководитель группы отдела снабжения завода «Динамо». Беспартийный. Арестован 3 июня 1950 г. Приговорен к 15 годам ИТЛ. Реабилитирован 26 февраля 1955 года[81].

Приговорены к 10 годам ИТЛ
1. Васкевич Люся Ароновна (1899—1970), заведующая терапевтическим отделением поликлиники завода «Динамо». Арестована 21 июня 1951 г. Приговорена к 10 годам ИТЛ. Реабилитирована 4 июля 1955 года[82].
2. Литваков Уриель Моисеевич, начальник отдела завода «Динамо». Арестован 10 июня 1950 г. Приговорен к 10 годам ИТЛ. Реабилитирован 27 июля 1955 года[83].
3. Масин Вениамин Соломонович, заместитель начальника топливной группы завода «Динамо». Беспартийный. Арестован 29 сентября 1950 г. Приговорен к 10 годам ИТЛ. Реабилитирован 10 октября 1955 года[84].
4. Орловский Николай Алексеевич, директор завода «Динамо». Член ВКП(б) с 1939 г. Арестован 29 октября 1950 г. Приговорен к 10 годам ИТЛ. Реабилитирован 11 апреля 1955 года[85].
5. Пельцман Ефим Моисеевич, начальник планово-производственного отдела завода «Динамо». Арестован 30 марта 1951 г. Приговорён к 10 годам ИТЛ. Реабилитирован 10 октября 1955 года[86].

Приговорены к 8 годам ИТЛ
1. Гиршович Владимир Эфроимович (1886-?), фотограф завода «Динамо». Арестован 3 июня 1950 г. Приговорен к 8 годам ИТЛ. Реабилитирован 20 сентября 1954 года[87].
2. Гольдберг Моисей, парикмахер завода «Динамо». Арестован 12 марта 1950 г. Приговорен к 8 годам ИТЛ. Реабилитирован 13 ноября 1954 года[88].

### Аресты на Ярославском автомобильном заводе
На Ярославском автомобильном заводе был арестован ряд ключевых сотрудников:
Приговорены к 10 годам ИТЛ
1. Владимир Андреевич Аладьин, начальник цеха коробки скоростей ЯАЗ, осуждён на 10 лет[90]
2. Александр Агафонович Булатников, начальник тех. части термического цеха ЯАЗ, осуждён на 10 лет[91]
3. Леонид Павлович Ермошкин,  главный металлург ЯАЗ (уволен 02.03.1949, арестован в Горьком), осуждён на 10 лет[92]
4. Моня Марковна Рабинович, старший технолог, Загот. мастерская, осуждена на 10 лет[93],
5. Моисей Яковлевич Лимони, начальник тех. части прессового цеха ЯАЗ,  осуждён на 10 лет[94]
6. Рахмаил Элиович Каплан, начальник инструментального цеха  ЯАЗ, осуждён на 10 лет[95],
7. Шая Иосифович Шаймович, заместитель главного технолога ЯАЗ, осуждён на 10 лет[96]

Приговорены к 7 годам ИТЛ
1. Аркадий Ильич Богуславский, ведущий инженер отдела Главного металлурга ЯАЗ, осуждён  на 7 лет[97],
2. Илья Яковлевич Копель (или Коппель), Старший технолог отдела главного металлурга ЯАЗ, осуждён на 7 лет[98].
3. Александр Маркович Лившиц, главный инженер Ярославского автозавода, осуждён на 7 лет ИТЛ[99].

Приговор неизвестен
1. Л. Каплан[89].

### Дело Кузнецкого металлургического комбината
В деле Кузнецкого металлургического комбината выделяют два периода. В первый период с 1949 по 1950 год, когда события развивались на местном уровне, кемеровские власти расследовали работу в области «нелегальной синагоги» и участие в деятельности еврейской общины родственников ответственных работников КМК. Первый этап завершился массовой проверкой и «чисткой» кадров на предприятии, окончившейся к декабрю 1950 года. Во время второго этапа были арестованы несколько руководящих сотрудников Кузнецкого металлургического комбината, евреев по национальности, после чего «расследование» этого дела было перенесено в Москву. 18 сентября 1952 года по приговору Военной коллегии Верховного суда СССР четверо из них были расстреляны. Первые четверо были осуждены по статьям 58-1 «а», 58-7, 58-10, ч. 2 и 58-11 УК РСФСР, А. Я Дехтярю измена родине (58-1 «а») не вменялась. Этот расстрел называют «последней групповой казнью „еврейских националистов“».
Приговорены к расстрелу
1. Минц Яков Григорьевич (1909—22 октября 1952), к аресту ст. инженер мартеновского цеха на Алапаевском металлург. заводе[103].
2. Либерман Соломон Евсеевич (1907—22 октября 1952), главный прокатчик на Кузнецком металлургическом комбинате[104].
3. Лещинер Сруль Абрамович (1912—22 октября 1952), зам. начальника производственного отдела на КМК[105].
4. Александр Яковлевич Дехтярь (1898—22 октября 1952), начальник отдела технического контроля на КМК в г. Сталинске[106].

Приговорены к 25 годам ИТЛ
1. Аршавский Савелий Зиновьевич, (1904—?) начальник финансового отдела Кузнецкого металлургического комбината[107],
2. Зельцер Григория Шмулевича, (1907—?) начальник планового отдела Кузнецкого металлургического комбината[107]
3. Эпштейн Залман Хаймович, (1898—?) начальник сортопрокатного цеха Кузнецкого металлургического комбината[107]

Приговорён к 10 годам ИТЛ
1. Раппопорт Израиль Беркович, (1894—?) сторож артели инвалидов в гор. Сталинске, в 1947 году организовал у себя в квартире нелегальную синагогу[107][108].

## Комментарии
1. ↑  В своих воспоминаниях Н. С. Хрущёв так пишет об этом: Когда я вернулся в Москву, были проведены большие аресты среди работников ЗИС (Автомобильного завода имени Сталина). Возглавлял "заговорщическую организацию американских шпионов" помощник Лихачева, директора Автозавода им. Сталина. Не помню сейчас его фамилии, но я лично знал этого паренька — щупленького, худенького еврея [Эйдинов].

Я познакомился с ним случайно, после войны. Как-то встретил я Ивана Алексеевича Лихачева и спросил: как здоровье? "Работаю, — говорит, — но чувствую себя неважно". "Приехал бы ты к нам в Киев, отдохнул бы, у нас очень хорошо, приезжай, когда захочешь, я всегда буду рад, создадим тебе условия для отдыха". "Хорошо, — отвечает, — воспользуюсь этим приглашением". И вот однажды Иван Алексеевич позвонил мне: "Могу приехать. Хотел бы и помощника взять с собой". "Приезжай с помощником, пожалуйста, вези кого хочешь". Я их устроил, и они отдыхали в Киеве.

Лихачев с помощником часто приходили ко мне на квартиру или бывали на даче в выходные дни. Таким образом я и познакомился с помощником. Обычный человек, старательно выполнявший поручения Лихачева. Я и не думал, что он является, как его потом обозвали, главой американских сионистов, через которого те организуют свою работу в Советском Союзе. Его арестовали, и он, конечно, сознался. Я-то знаю, как "сознавались" люди, что они английские, гитлеровские и другие агенты. Это было не признание, а вымогательство, нужное тем, кто преследовал корыстные цели. <...>

Но с зисовцами расправились. Абакумов, то есть нарком госбезопасности, сам вёл дознание. А уж если Абакумов лично допрашивал, сам вёл дело, то все быстро признавались, что они заядлые враги Советского Союза. И все они были расстреляны[5].
2. ↑  Надежда Железнова, дочь Мариам Айзенштадт (Железновой), имела доступ к архивам КГБ в связи с реабилитацией матери. Она сообщает, что МГБ «раскрыло» связанную с автомобильным заводом имени Сталина «контрреволюционную террористическую организацию». По этому делу ещё 20 апреля 1950 года были расстреляны не менее трёх человек. Известны имена трех женщин[6]:
  1. Топоркова Елена Алексеевна (1924 — 20 апреля 1950), надомница промартели «Зоря», арестована 27 апреля 1948 года[6][7],
  2. Ростовцева Ольга Михайловна (1902 — 20 апреля 1950), тётка Е. А. Топорковой, методист лечсануправления Кремля, арестована 28 апреля 1948 года[6][8],
  3. Ростовцева Ирина Евгеньевна (1922 — 20 апреля 1950), дочь О. М. Ростовцевой, научный сотрудник Института органической химии АН СССР[6][9].

Связь этого дела Топорковой и Ростовцевых с заводом ЗИС не очевидна.
3. ↑  В августе 1952 года, в конце судебного процесса по делу ЕАК Фефер попросил провести закрытое заседание без других подсудимых, там он отказался от своих показаний и заявил, что является агентом органов МГБ под псевдонимом «Зорин» и действовал по заданию этих органов[13].